# Turtle Creek (Pennsylvanie)
Turtle Creek est un borough situé dans le comté d'Allegheny, en Pennsylvanie, aux États-Unis,. En 2010, il comptait une population de 5 349 habitants. Il est incorporé le 25 juillet 1892.

## Démographie
Lors du recensement de 2010, le borough comptait une population de 5 349 habitants. Elle est estimée, le 1er juillet 2019, à 5 239 habitants.

### Source de la traduction
- (en) Cet article est partiellement ou en totalité issu de l’article de Wikipédia en anglais intitulé « Turtle Creek, Pennsylvania » (voir la liste des auteurs).